# Janina Chmielowska
Janina Jadwiga Chmielowska (ur. 29 czerwca 1954 w Sosnowcu) – polska informatyk, nauczyciel akademicki, dziennikarka, publicystka, polityk, działaczka opozycji antykomunistycznej w PRL, działaczka społeczna.

## Życiorys

### Wykształcenie i praca zawodowa
W 1978 ukończyła studia na Wydziale Automatyki i Informatyki Politechniki Śląskiej w Gliwicach. W 1998 została absolwentką Akademii Obrony Narodowej w Warszawie, w 2004 Studium Społeczno-Pastoralnego Instytutu Akcji Katolickiej Diecezji Sosnowieckiej, uczestniczyła w studiach doktoranckich na Wydziale Filologii Uniwersytetu Śląskiego w Katowicach, których nie skończyła. W 2008 ukończyła studia podyplomowe na Akademii Polonijnej w Częstochowie.
Od 1978 do 1981 pracowała jako projektantka oprogramowania komputerowego w Instytucie Systemów Sterowania w Katowicach. Po 1990 publikowała m.in. na łamach „Uncaptive Minds” oraz miesięczników „Fortuna” i „Orientacja na Prawo”. W 1993 została redaktorem „Biuletynu Wschodniego”. Była doradcą Fundacji Pomoc Polakom na Wschodzie. Pracowała jako dziennikarka „Dziennika Zachodniego” i „Super Expressu”. Od 1994 do 2000 była redaktorem w Telewizji Polskiej. Od 1998 do 2001 współpracowała z redakcją Programów Wojskowych TVP. Od 1999 do 2000 pracowała w Kuratorium Oświaty w Katowicach. Od 2000 do 2005 była producentką programów telewizyjnych w TV Niepokalanów. W 2000 podjęła pracę w Funduszu Ochrony Środowiska i Gospodarki Wodnej w Katowicach. Od 2002 do 2007 wykładała na Akademii Polonijnej w Częstochowie.
W 1994 wstąpiła do Stowarzyszenia Dziennikarzy Polskich. Zasiadała w zarządzie wojewódzkim SDP. Następnie została sekretarzem komisji rewizyjnej stowarzyszenia. Od 2011 r. jest skarbnikiem Zarządu Głównego SDP. Od 2006 do 2009 zasiadała w radzie nadzorczej Radia Katowice, a w latach 2008–2012 była przewodniczącą rady programowej TVP Katowice. Zasiada w radzie honorowej pisma „Obywatel”. Publikuje również m.in. w „Warszawskiej Gazecie”.

### Działalność publiczna
W latach 70. kolportowała niezależne wydawnictwa. Od 1980 działała w NSZZ „Solidarność”. Była członkiem zarządu MKZ Katowice. Zasiadała w Zarządzie Regionu Śląsko-Dąbrowskiego związku. Należała do Koła Obrońców Ludzi Więzionych za Przekonania. Od 13 grudnia 1981 do 1990 przebywała w ukryciu. 10 kwietnia 1982 wydano za nią list gończy, który obowiązywał do 1 sierpnia 1990. W latach 80. publikowała w podziemnej prasie. W 1985 zaangażowała się w działalność Solidarności Walczącej. Przewodniczyła oddziałowi katowickiemu tej organizacji, a od 1988 do 1989 była przewodniczącą Krajowego Komitetu Wykonawczego SW.
W 1990 współorganizowała Ośrodek Informacyjny Wschód w Warszawie. Współpracowała z Instytutem na rzecz Demokracji w Europie Środkowo-Wschodniej. Na początku lat 90. była zaangażowana w obronę praw człowieka w krajach byłego ZSRR. Od 1993 do 1995 przewodniczyła zarządowi wojewódzkiemu Ruchu dla Rzeczypospolitej. Od 1997 do 2001 wchodziła w skład władz wojewódzkich Ruchu Społecznego Akcji Wyborczej Solidarność. Od 2005 do 2009 była wiceprzewodniczącą Stowarzyszenia Represjonowanych w Stanie Wojennym. Działa w Stowarzyszeniu Działaczy Niepodległościowych Nieprzejednani. W 2009 została koordynatorem Porozumienia Organizacji Niepodległościowych.

## Odznaczenia
Została odznaczona Złotym Krzyżem Zasługi przez władze RP na uchodźstwie. W 1990 Związek Solidarności Polskich Kombatantów przyznał jej Krzyż Semper Fidelis, a w 2017 Urząd ds. Kombatantów i Osób Represjonowanych – Medal Pro Patria. W 2007, za wybitne zasługi w działalności na rzecz przemian demokratycznych w Polsce, za osiągnięcia w podejmowanej z pożytkiem dla kraju pracy zawodowej i społecznej, została odznaczona przez prezydenta Lecha Kaczyńskiego Krzyżem Komandorskim Orderu Odrodzenia Polski. W 2009 odznaczono ją także Orderem „Za Zasługi dla Litwy”. W 2018 została odznaczona Medalem Ukraińskiej Grupy Helsińskiej. W 2019 minister kultury i dziedzictwa narodowego Piotr Gliński odznaczył ją odznaką honorową „Zasłużony dla Kultury Polskiej”.
W 2021 otrzymała Krzyż Komandorski z Gwiazdą Orderu Odrodzenia Polski.